# Parc éolien d'Osório
Le parc éolien d'Osório (Parque Eólico de Osório en portugais) est un parc éolien au Brésil, situé près de la ville d'Osório dans l’État du Rio Grande do Sul.
Le parc éolien d'Osório est divisé en neuf sections.
Le parc éolien d'Osorio se situe à 90 kilomètres de la capitale de l’État Porto Alegre. Il est construit sur une plaine près du lac Barros à une altitude moyenne de 10 à 18 mètres. Le parc éolien est situé sur des terres louées à la ville d'Osório, couvrant environ 10 400 hectares dont seulement 320 hectares sont directement occupés par les infrastructures des parcs éoliens. Au total, 148 turbines avec une puissance installée de 317,9 MW composent le parc.